# Prêmio Aneesur Rahman
O Prêmio Aneesur Rahman (em inglês:  Aneesur Rahman Prize for Computational Physics) é um prêmio anual concedido desde 1993 pela American Physical Society. O laureado é escolhido por "destacado resultado em pesquisa na física computacional". O prêmio é nomeado em homenagem a Aneesur Rahman, pioneiro do método de simulação de dinâmica molecular. Em 2011 seu valor monetário é US$ 5.000.

## Laureados[1]
- 1993 Kenneth Wilson
- 1994 John Dawson
- 1995 Roberto Car e Michele Parrinello
- 1996 Steven Gwon Sheng Louie
- 1997 Donald H. Weingarten
- 1998 David Ceperley
- 1999 Michael Lawrence Klein
- 2000 Michael Creutz
- 2001 Alex Zunger
- 2002 David P. Landau
- 2003 Steven R. White
- 2004 Farid Abraham
- 2005 Uzi Landman
- 2006 David Vanderbilt
- 2007 Daan Frenkel
- 2008 Gary S. Grest
- 2009 A. Peter Young
- 2010 Frans Pretorius
- 2011 James M. Stone
- 2012 Kai-Ming Ho
- 2013 James R. Chelikowsky
- 2014 Robert Swendsen
- 2015 John Joannopoulos
- 2016 Matthias Troyer
- 2017 Sauro Succi
- 2018 Hans Jürgen Herrmann
- 2019 Sharon Glotzer